# Contea di Gattara
La Contea di Gattara è un'antica contea italiana.

## Etimologia del toponimo
È solo di recente che si utilizza il toponimo Gattara, in passato si utilizzava Gattaia. È ipotizzabile che gattaia non derivi dall'italiano luogo dei Gatti ma dal celtico "Gat" bosco.

## Storia
Il luogo che oggi viene indicato come Contea di Gattara era già noto a partire dalla seconda età del Ferro, tra il VI e il IV secolo a.C. Numerosi sono i reperti d'età romana che attestano la presenza di alcune fattorie nelle località di Pierozzi e del Lago di Gattara, vicine a Gattara.
la prima notizia del castello di Gattara risale al 1145. Segue un documento del 1209, con il quale apprendiamo che il castello di Gattara viene dato in concessione dallo Stato della Chiesa alla famiglia dei conti di Carpegna dietro pagamento di un affitto.
Alleatisi con la città di Rimini i signori di Gattara nel 1216 prendono parte alla guerra che coinvolse Rimini, opposta a Cesena e Bologna. Nel 1226 il conte Ugo di Carpegna, signore di Gattara, con proprio esercito, scende nuovamente in campo in favore di Rimini e Ravenna contro la Guelfa Faenza.
Con una politica di espansione nel 1240, i conti di Carpegna Ranieri e Guido sottraggono a Badia Tedalda i castelli di: Santa Sofia, Cicognaia, Monte Rotondo, e il villaggio di Vill'Arsicci.
Nel 1256 il conte Guido di Carpegna, celebrato da Dante Alighieri, in nome di tutta la parentela, stipula un'alleanza con Città di Castello, obbligandosi ad aiutarsi l'un l'altro con mille fanti e venti cavalli in caso di necessità, non poco per gli standard dell'epoca.
Dopo la caduta della casata sveva (1266), la famiglia dei conti di Carpegna si divide: da una parte i conti di Pietracuta (ghibellini) dall'altra i conti di Gattara (guelfi).
Ribaldo di Gattara, che hanno il dominio su questo castello in concessione proprio della Chiesa, è di tendenza guelfa. A ragion di questo vediamo che nel 1308 è capitano del popolo, nella guelfa Firenze.
Dopo la morte di Pietro di Gattara nel 1409, la contea passò a Galeazzo Malatesta, ma viene ricomprata poco dopo dai conti di Carpegna.
Seguì la lotta tra Malatesta e Federico da Montefeltro, il quale con il suo esercito comandato dal Piccinino conquistò molti castelli fedeli a Gattara, tra cui quelli di Scavolino, Miratoio, Bascio. Di Gattara, fu conquistato il borgo ma si salvò la rocca.
Sigismondo Pandolfo Malatesta con i suoi alleati, venne sconfitto definitivamente nella battaglia del Cesano (1462), presso Senigallia, il 13 agosto 1462. La contea di Gattara verrà comunque risparmiata nonostante la sconfitta.
Dopo il trattato del 1463, Gattara si separa nuovamente da Carpegna, ma Gattara e Carpegna cercano le stesse alleanze come quella 1484, dove entrambe chiesero la protezione del papa Innocenzo VIII. Alla fine si allearono con Firenze nel 1490.
La "contea imperiale di Scavolino e Gattara" appartenne ai conti di Carpegna, quando, nel 1682 per i servigi resi nelle guerre contro i turchi, il conte Ulderico venne elevato dall'imperatore a principe di Bascio e del S.R.I. con voto personale al Reichstag imperiale (1682). Nel 1691 con l'invasione toscana del principato per un conflitto nato con i marchesi Colloredo di Santa Sofia di Marecchia, il principe chiese aiuto all'imperatore che intimò il ritiro delle truppe fiorentine. Privo di figli, nominò erede il nipote Emilio dei marchesi Orsini de' Cavalieri Sannesi (1728). Alla sua morte a Parigi nel 1731, tuttavia, si scatenò un'aspra lotta di successione che comportò poi l'occupazione da parte delle truppe imperiali e toscane il 2 aprile 1748 insieme alla contigua contea di Carpegna Castellaccia. Dal 1741 il principe Emilio ricevette, comunque, la contea di Scavolino fino al 1817, per passare poi nel 1819 al Papa.

## Monumenti
Torre XIII-XIV secolo (mastio)
Identificata come mastio del castello, ristrutturata in varie epoche, la struttura visibile dovrebbe risalire al Trecento e posizionata su di un impianto originario del Duecento.
Torre XIII-XIV secolo
Attualmente inglobata nella chiesa, probabilmente posta a difesa della porta del castello che dava verso la Toscana.:
Chiesa parrocchiale XVI secolo
La chiesa di Gattara fu eretta nel XVI secolo su costruzioni preesistenti.
La struttura cinquecentesca con campanile gotico sempre del cinquecento è stata sostanzialmente modificata nel restauro del 1916/17.
L'intera struttura interna fu capovolta, un nuovo ingresso a sostituzione di quello precedente fu aperto ad oriente (per tradizione popolare la primitiva via d'accesso si trovava ad occidente o nel lato rivolto alla canonica), l'altare maggiore venne spostato da oriente ad occidente e in tale spostamento il paliotto che vi è inserito si spezzò. Nei lavori di restauro la tomba gentilizia dei conti di Gattara (ramificazione della famiglia Carpegna), che si trovava nel centro della chiesa, venne distrutta e la pietra a copertura del sepolcro fu trasferita nella sacrestia (la pietra tombale già nel 1574 doveva figurare nella sua prima posizione, ora si trova nel museo diocesano di Pennabilli). Il palco, le colonne, gli archi, la cupola e le nicchie per i santi, sono tutti elementi architettonici aggiuntivi dei lavori di restauro del 1916/17. 
Nel 1863 la chiesa di Gattara veniva così descritta: ”È volta all'oriente ed è di antichissima costruzione , come oltre le memorie attesta lo stile della robusta fabbrica a sassi conci…la vecchia chiesa parrocchiale era alquanto da qui distante …e distrutta totalmente dalla rupina , e fu portata qui in questa , che era cappella de' principi di Scavolino…”
Oltre ad essere la chiesa gentilizia dei conti di Gattara - Scavolino altre due note fanno apprendere l'importanza storica che la chiesa ha ricoperto nei secoli; innanzitutto, con i suoi 60 scudi d'entrata era la chiesa più ricca della contea e della zona, ed inoltre, nonostante il conte Tommaso avesse trasferito nel 1576 la sua residenza da Gattara a Scavolino, per le sue nozze, con oltre duemila invitati, scelse la chiesa di Gattara. Correva l'anno 1585.:
Celletta della Madonna del Rosario XVI-XVII secolo
Secondo credenze medioevali, streghe e diavoli si davano convegno nei crocicchi di campagna, e qui, per allontanare il pericolo, venivano ubicate le cellette.
La celletta poteva essere edificata anche nel luogo dove si era manifestato un miracolo.
La celletta è un edificio benedetto e dà certezza che il maligno lì non si soffermi. Essa è quindi luogo di preghiere propiziatorie e breve rifugio, nonché punto di riferimento,  per i viandanti durante i loro pellegrinaggi.
Le cellette appartengono di solito alle comunità o ai privati, ma ponendosi al suo interno immagini sacre, il clero vigila affinché si tratti di quelle ammesse al culto cattolico. 
Caratteristica che individuiamo nella celletta della Madonna del Rosario è la presenza ai lati dell'ingresso di due bassi muriccioli dotati di una lastra sommitale assai spessa, molto diffusa negli esemplari più rustici. La celletta in questione rappresenta una rarità poiché una delle poche rimaste nel suo genere e che si erge ancora pressoché intatta. Al momento della sua costruzione si ergeva su di un trivio che collegava il castello di Gattara alla Toscana, oggi ridotto a semplice mulattiera. La celletta in questione è databile fine 500, inizi 600 ed è quindi fra le primissime della Valmarecchia.
Casa Torre XII-XIII secolo (Villa Cariggi)
Si trova in posizione sopraelevata rispetto alla via che collegava Gattara ai castelli del versante Toscano. La base della torre fa presumere la sua edificazione intorno al XII-XIII secolo:
Celletta "della madonna del raggio"
La struttura visibile appartiene al XIX secolo ma il suo impianto originario dovrebbe risalire al XVI-XVII secolo.

## Luoghi d'interesse archeologico
Campo di Santa Maria (Gattara):
- tipologia: chiesa
- situazione attuale: reperti
- età: (XI-XVI)?

Sodacci di Villa Cariggi torre d'avvistamento :
- tipologia: torre
- situazione attuale: reperti
- età: (XIII-XVI)?

San Martino di Villa Cariggi chiesa  :
a
- tipologia: chiesa (convento)?
- situazione attuale: ruderi
- età: (XI-XVI)?

b
- tipologia: (?)
- situazione attuale: reperti
- età: romana

Pierozzi A
- tipologia: (?)
- situazione attuale: reperti
- età: romana

Pierozzi B
- tipologia: (?)
- situazione attuale: reperti
- età: del ferro, romana

Il Lago di Gattara
- tipologia: (fattoria)?
- situazione attuale: reperti
- età: del ferro, romana